# Statue du Volontaire de 1792
La statue du Volontaire de 1792 est une statue créée en 1899 par le sculpteur Paul-François Choppin pour honorer le civisme des habitants de l’arrondissement de Remiremont qui envoyèrent les premiers volontaires pour défendre la patrie en danger (1792). Elle est devenue l’emblème de la cité et se dresse à l'intersection de la rue Charles-de-Gaulle et de la rue de la Xavée, dans la ville de Remiremont dans le département des Vosges.
Des rangs de ces premiers volontaires sortira le Général Humbert, originaire de Saint-Nabord, engagé le 10 août 1792 et nommé Général de brigade le 9 avril 1794 à l'âge de 26 ans.
La statue et son socle font l’objet d’une inscription au titre des monuments historiques depuis le 27 février 1996. Le socle porte sur une face l'inscription « Un volontaire de 1792 » et sur une autre « Don de l'État 1899 ».

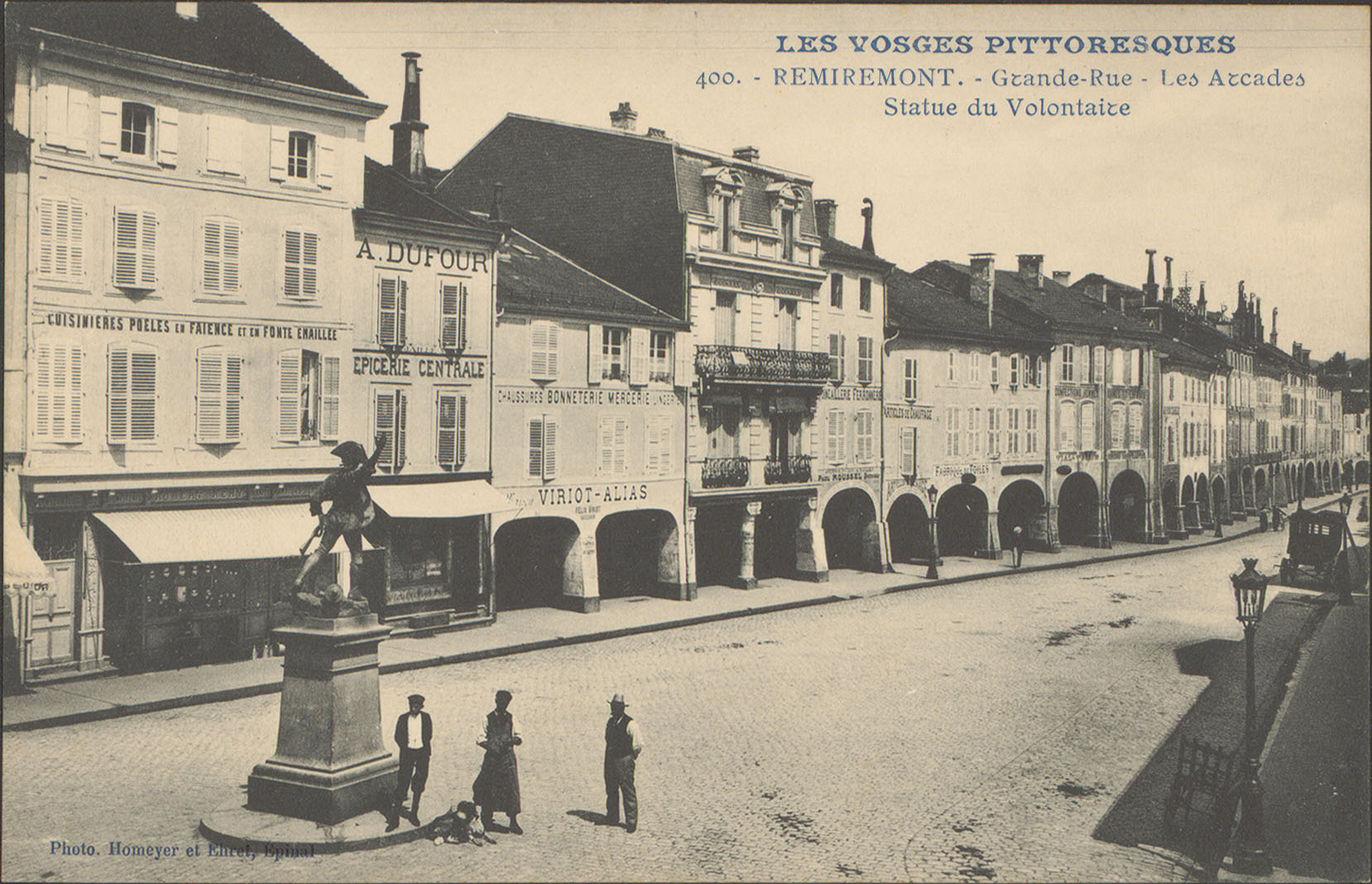
La statue du Volontaire et la rue du Général de Gaulle

## Philatélie
Le 15 mai 1995 La Poste émet un timbre de 2,80 francs dessiné par Louis Arquer et dédié à Remiremont, sur lequel la statue figure au premier plan. Une carte et une enveloppe Premier jour sont éditées à cette occasion.
En 2009 un timbre personnalisé conçu par la mairie de Remiremont met à nouveau à l'honneur le Volontaire, en le montrant cette fois de face.

## Postérité
Le centre culturel de Remiremont a été baptisé « Espace Le Volontaire ».